# Пак Хан Со
Пак Хан Со (кор. 박항서; 4 января 1959, Санчхон, Южная Корея) — южнокорейский футболист. Ныне — тренер.

## Карьера игрока
Значительную часть своей карьеры Пак Хан Со провел в университетской команде, а также в рядах вооруженных сил. Завершал свою карьеру полузащитник в клубе «Лаки Голд Стар». Вместе с ним он становился чемпионом страны. В марте 1981 года провел свой единственный матч в составе сборной Южной Кореи, в котором она обыграла Японию со счетом 1:0. Был рекордсменом корейской лиги по числу удалений.

## Карьера тренера
Некоторое время Пак Хан Со возглавлял молодежную сборную Южной Кореи. Затем он переключился на клубный футбол. Со своей первой командой — «Кённамом» — в первый сезон он добрался до четвёртого места в таблице. Однако затем результаты стали ухудшаться. Не сумел он достичь высоких результатах и в других местах. Пак Хан Со отличался жесткими тренировками. Корейские издания сообщали, что он заставлял игроков спать на поле и будил их в пять часов утра сигналом военной тревоги. Кроме того, он запомнился своим неумением идти на компромисс.
В 2002 году Пак Сан Хо входил в тренерский штаб сборной Республики Корея, сенсационно дошедшей до полуфинала домашнего чемпионата мира и занявшей там 4-е место.
В сентябре 2017 года специалист возглавил сборную Вьетнама. Параллельно он встал у руля молодежки, которую он привел к серебряным медалям на молодежном чемпионате Азии. Вскоре Пак Хан Со сумел добиться результата и с главной командой. Он вывел её в финальный раунд Кубка Азии в ОАЭ и выиграл Чемпионат АСЕАН.

## Достижения

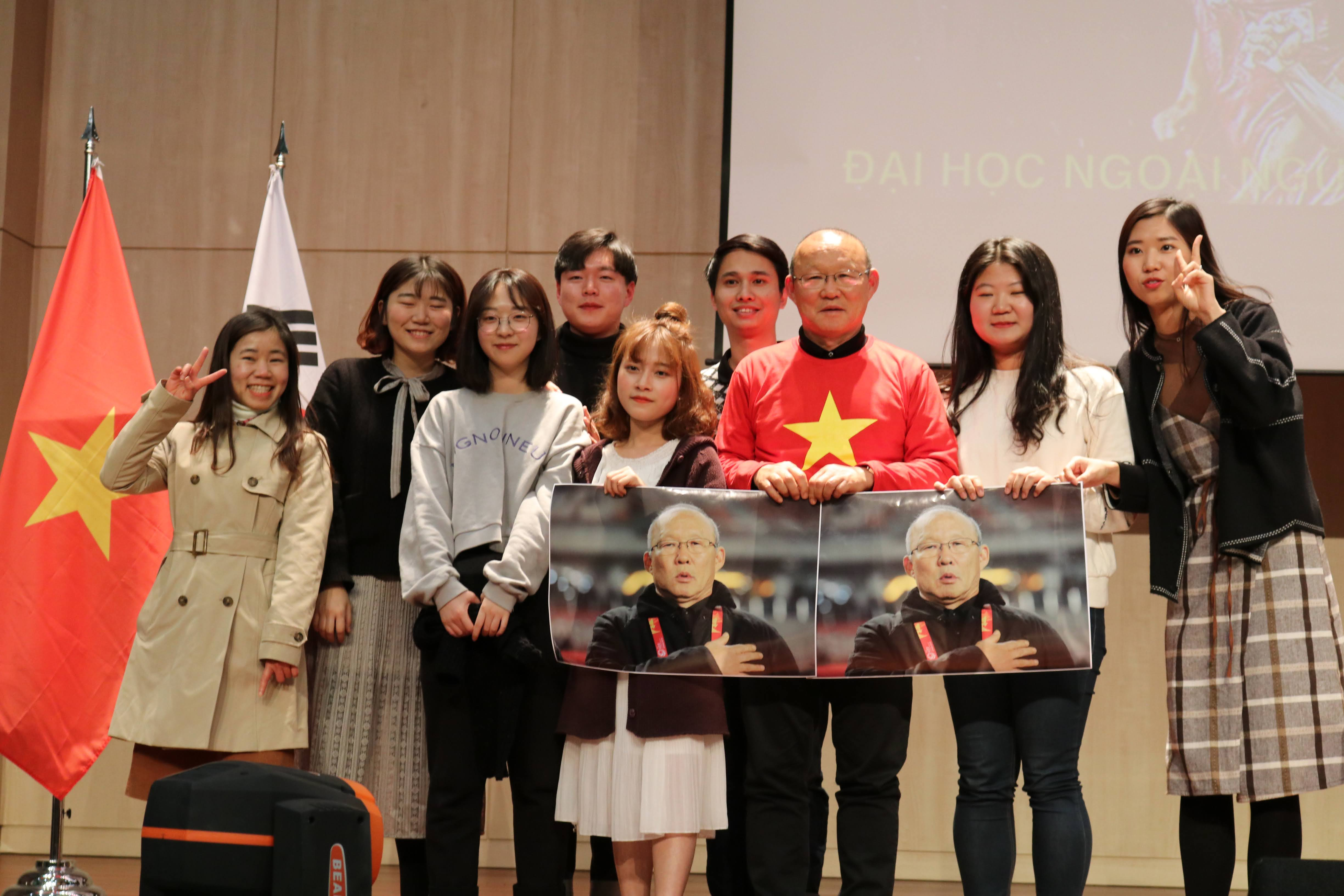
Пак Хан со со своими фанатами из Сеульского университета (2018 год)

### Игрок
- Чемпион Южной Кореи: 1985

### Тренер
- Бронзовый призёр Азиатских игр: 2002
- Победитель Второй лиги Южной Кореи (2): 2013, 2015
- Обладатель Кубка Третьей лиги: 2017
- Серебряный призёр молодежного чемпионата Азии: 2018
- Чемпион АСЕАН: 2018
- Победитель Игр Юго-Восточной Азии: 2019, 2021

## Государственные награды
- Орден «За дипломатические заслуги» 1 класса 2 степени Республики Корея (2022)
- Орден «За спортивные заслуги» 2 класса Республики Корея — орден Отважного тигра (2 июля 2002)[6]
- Орден Труда 2 степени Социалистической Республики Вьетнам (2020)
- Орден Труда 3 степени Социалистической Республики Вьетнам (2018)
- Орден Дружбы Социалистической Республики Вьетнам (2018)